# Slank honungsfågel
Slank honungsfågel (Meliphaga gracilis) är en fågel i familjen honungsfåglar inom ordningen tättingar.

## Utseende
Slank honungsfågel är en liten olivgrå honungsfågel med en rund ljusgul fläck på kinden och en relativt tunn näbb. Den kan förväxlas medbåde gulörad honungsfågel och gulfläckig honungsfågel, men kindfläckarna hos dessa skiljer sig i form (halvmåneformad hos gulörad och oval hos gulfläckig). Adulta fåglar har också blågrått öga, medan ögat hos gulörad honungsfågel är blåaktigt och hos gulfläckig brunt. 

## Utbredning och systematik
Slank honungsfågel förekommer södra Nya Guinea, i Aruöarna, på öar i södra Torres sund samt på Kap Yorkhalvön. Tidigare behandlades kryptisk honungsfågel som en underart.

## Status
Arten har ett stort utbredningsområde och beståndet anses stabilt. Internationella naturvårdsunionen IUCN listar den därför som livskraftig (LC).